# One Piece: Grand Battle! 2
 (décembre 2024).
Si vous disposez d'ouvrages ou d'articles de référence ou si vous connaissez des sites web de qualité traitant du thème abordé ici, merci de compléter l'article en donnant les références utiles à sa vérifiabilité et en les liant à la section « Notes et références ».
One Piece: Grand Battle! 2 est le second volet de la série Grand Battle. Il est développé par Bandai et est sorti uniquement au Japon sur PlayStation le 20 mars 2002. C'est un jeu de combat qui réunit sur ce volet tous les personnages principaux jusqu'au niveau d'Alabasta (Luffy, Vivi, Wapol, Bon Clay, Crocodile, etc.). Et de nombreux bonus sont à débloquer (cartes, équipements, des petits animés et des personnages…).

## Système de jeu
Comme le premier volet, le système reprend celui d'un Super Smash Bros. ou d'un Power Stone : les personnages sont totalement libres dans une arène et doivent battre l'adversaire comme ils peuvent[réf. nécessaire].